# Feketeállomány

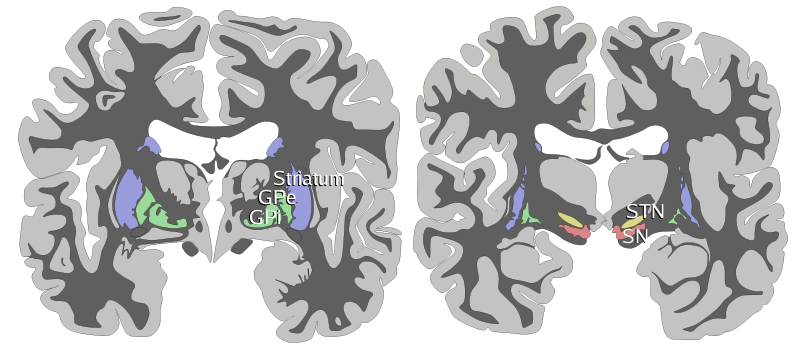
Frontális agyi metszet: SN és a piros szín a feketeállományt jelöli

A feketeállomány (substantia nigra) egy agyi képlet a középagyban. Fontos szerepe van a jutalom, függőség, valamint a mozgás szabályozásában. Fekete színe melanint tartalmazó dopaminerg idegsejtjeinek tulajdonítható. A feketeállomány neuronjainak pusztulása Parkinson-kórszerű tüneteket okoz.

## Szerkezete
Multipoláris neuronjait két csoportra oszthatjuk, amelyek a következő részeket alkotják:
- Tömör rész (Pars compacta)
- Laza rész (Pars reticularis)

## Kapcsolatai

### Afferens
Legfontosabb a sztriatonigrális afferentáció, amely a csíkolttestből indul.

### Efferens
A talamuszhoz ad rostokat az elülső- és oldalsó ventrális magokhoz, valamint a felső ikertesthez, és egyéb kaudális magvakhoz.

## Fordítás
Ez a szócikk részben vagy egészben  a   Substantia nigra című angol Wikipédia-szócikk fordításán alapul.  Az eredeti cikk szerkesztőit annak laptörténete sorolja fel. Ez a jelzés csupán a megfogalmazás eredetét és a szerzői jogokat jelzi, nem szolgál a cikkben szereplő információk forrásmegjelöléseként.